# Kazuo Fukushima
Kazuo Fukushima (jap. 福島 和夫 Fukushima Kazuo; ur. 11 kwietnia 1930 w Tokio, zm. 19 sierpnia 2023) – japoński kompozytor i muzykolog.

## Życiorys
Kompozycji uczył się samodzielnie. W 1953 roku związał się z eksperymentalną grupą artystyczną Jikken Kōbō. Został zauważony i doceniony, gdy jego utwór Ekagura nagrodzono na Festiwalu  Muzyki Współczesnej w Karuizawie w 1958. Tytuł zaczerpnięty z sanskrytu i oznaczający koncentrację, precyzyjnie oddaje charakter muzyki: ekspresyjna, rapsodyczna i ekstremalnie intensywna. Igor Strawinski zarekomendował wykonanie tego utworu podczas Los Angeles Monday Evening Concerts w 1959 roku.
W 1961 roku Fukushima został zaproszony na Internationale Ferienkurse für Neue Musik w Darmstadcie by wygłosić wykład na temat dramatu nō i współczesnej muzyki japońskiej. W 1963 roku otrzymał od Japan Society of New York stypendium w ramach programu wymiany (travelling fellowship). Rok później, po powrocie do kraju, został wykładowcą muzyki w Ueno Gakuen College w Tokio. W 1973 roku ufundował w ramach tej uczelni Nihon Ongaku Shiyō-shitsu (Research Archives for Japanese Music), którego został dyrektorem. Jego książki i artykuły dotyczące muzyki japońskiej, zwłaszcza gagaku (klasyczna muzyka dworska) i shōmyō (śpiew buddyjskich mnichów) odzwierciedlają jego główne zainteresowanie badawcze.
Większość kompozycji Fukushimy jest przeznaczona na stosunkowo niewielkie zespoły instrumentalne. Komponuje głównie utwory na flet. Zarówno w gagaku, jak i w muzyce teatru nō flet odgrywa ważną rolę. Podobnie dla Fukushimy jest on bardzo istotnym instrumentem. W swojej twórczości kompozytor łączy elementy tradycyjnej muzyki japońskiej z osiągnięciami zachodniej awangardy, szczególnie dodekafonią. Współpracował z wiodącymi flecistami, m.in. z Severino Gazzellonim. Fukushima otrzymał wiele nagród za swoje kompozycje, m.in. był dwukrotnie nagradzany na Światowych Dniach Muzyki ISCM – za Hi-kyō (The Flying Mirror, 1962) i Tsuki-shiro (The Spirit of the Moon, 1965).

## Wybrane kompozycje[3]
- Todaenai shi (Uninterrupted Poem) na skrzypce (1953)
- Requiem na flet (1956)
- Ekagura (Concentration) na flet i fortepian (1958)
- 3 Pieces from Chu-u  na flet i fortepian (1958);
- Kadha hi-haku (The Flying Spirit) na orkiestrę kameralną (1959)
- Kadha karuna (Poem of Compassion) na 2 flety, fortepian i bęben (1960, wer. na flet i fortepian 1962)
- Shizu-uta na sopran, chór żeński, 2 flety i harfę (1961)
- Hi-kyō (The Flying Mirror) na flet, instrumenty smyczkowe i perkusję (1962)
- Mei na flet (1962)
- Kadha no.4 na flet (1963)
- Tsuki-shiro (The Spirit of the Moon) na fortepian, harfę i perkusję (1965)
- Sui-rin na 2 flety i 2 perkusje (1967)
- Mizu no wa (Ring of Water)  na flet (1968)
- Shun-san (A Hymn to Spring) na flet (1969)
- Rankei na obój (1970)
- Rai na flet i fortepian (1971)
- Sui-en na fortepian (1972)
- Kashin (Flower’s Heart) na 2 shakuhachi, biwę, perkusję i kontrabas (1973)
- Kaei (Flower’s Shadow) na shakuhachi i perkusję (1975)
- Ranjō na organy (1977)